# Liste der Baudenkmale in Papenburg
In der Liste der Baudenkmale in Papenburg sind alle Baudenkmale der niedersächsischen Gemeinde Papenburg aufgelistet. Die Quelle der Baudenkmale ist der Denkmalatlas Niedersachsen. Der Stand der Liste ist der 20. August 2022.

## Allgemein
In den Spalten befinden sich folgende Informationen:
- Lage: die Adresse des Baudenkmales und die geographischen Koordinaten. Kartenansicht, um Koordinaten zu setzen. In der Kartenansicht sind Baudenkmale ohne Koordinaten mit einem roten Marker dargestellt und können in der Karte gesetzt werden. Baudenkmale ohne Bild sind mit einem blauen Marker gekennzeichnet, Baudenkmale mit Bild mit einem grünen Marker.
- Bezeichnung: Bezeichnung des Baudenkmales
- Beschreibung: die Beschreibung des Baudenkmales. Unter § 3 Abs. 2 NDSchG werden Einzeldenkmale und unter § 3 Abs. 3 NDSchG Gruppen baulicher Anlagen und deren Bestandteile ausgewiesen.
- ID: die Objekt-ID des Baudenkmales
- Bild: ein Bild des Baudenkmales, ggf. zusätzlich mit einem Link zu weiteren Fotos des Baudenkmals im Medienarchiv Wikimedia Commons. Wenn man auf das Kamerasymbol klickt, können Fotos zu Baudenkmalen aus dieser Liste hochgeladen werden:

## Aschendorf
| Lage                                                      | Bezeichnung                       | Beschreibung | ID       | Bild           |
| --------------------------------------------------------- | --------------------------------- | --- | -------- | -------------- |
| Altenkamp 24 53° 3′ 9″ N, 7° 20′ 27″ O                    | Herrenhaus                        | Zweigeschossiger Backsteinbau mit leicht vorspringenden Seitenrisaliten an der Hauptfassade und Walmdächern, wahrscheinlich von Gottfried Laurenz Pictorius geplant und ab 1728 durch dessen jüngeren Bruder Peter Pictorius d. J.errichtet. Einfaches Sockelgeschoss und doppelte Freitreppe zum Haupteingang in der ersten Etage. Sandsteinsichtige Quaderverzahnungen an den Kanten, schmales Sockel- sowie Gurtgesims und kräftiges Dachgesims aus Sandstein, zwei kräftig ausgebildete Kamine auf dem First. Im unteren, höheren Stockwerk als Beletage hohe rechteckige, im OG kleinere und annähernd quadratische Fenster mit Sandsteinrahmung. Nördlicher Seiteneingang mit Treppe wahrscheinlich nach 1836 angelegt. Treppe mit Balkon zum Garten von 1891. Bedeutende Innenraumgestaltung. | 36400918 | Weitere Bilder |
| Altenkamp 24 53° 3′ 8″ N, 7° 20′ 26″ O                    | Wohnhaus                          | An der südwestlichen Ecke, rechtwinklig zum Hauptgebäude orientiert, befindet sich das wahrscheinlich um 1862 erbaute Wohnhaus. Der eingeschossige Ziegelbau besitzt weiße Blockrahmenfenster und ein Satteldach. Die Fenster und Fensteröffnungen wurden teilweise verändert. An der dem Herrenhaus zugewandten Hauptfassade befindet sich mittig ein stichbogiges Tor mit den Initialen des Erbauerehepaares „GB“ (Georg Behnes) und „CN“ (Clara Niehaus) sowie der Jahreszahl „1862“. | 49957068 | Weitere Bilder |
| Altenkamp 24 53° 3′ 11″ N, 7° 20′ 27″ O                   | Wohn-/ Wirtschaftsgebäude         | Großes Wohn- und Wirtschaftsgebäude nordwestlich des Herrenhauses außerhalb des Wassergrabens mit Anbau im Nordwesten. Zweigeschossiger Ziegelbau mit Krüppelwalmdach. Rundbogige Zwillingstüren in der Westfassade. Fenster in verschiedenen Formaten und zum Teil mit Sandsteinrahmungen im unteren, mit gemauerten Stichbögen im oberen Geschoss. Fenster sowie Fenster- und Türöffnungen teilweise verändert oder zugesetzt. Aufzugsluken im OG. Giebel mit Blendgliederung und Rundfenster. Erbaut wahrscheinlich ab um 1730, im 19. Jahrhundert umgebaut. | 36400978 |                |
| Altenkamp 24 53° 3′ 11″ N, 7° 20′ 25″ O                   | Wohn-/ Wirtschaftsgebäude         | Breit gelagerter eingeschossiger Ziegelbau, Krüppelwalmdach mit tief hinunter gezogenen Traufen. Zwei stichbogige Toröffnungen an der südlichen Giebelseite mit den Jahreszahlen „1735“ und „2005“ darüber. Stichbogige Fenster, zum Teil verändert. Nachträglicher Einbau von Fassadenanschlussfenstern im südlichen Gebäudebereich zur Wohnnutzung. | 36400950 |                |
| Altenkamp 24 53° 3′ 9″ N, 7° 20′ 33″ O                    | Gutspark                          | Vor dem Herrenhaus befindet sich eine baumbestandene Rasenfläche, westlich davor die Michaelis-Kapelle. Östlich der Herrenhausinsel erstreckt sich der Garten mit barocker Gestaltung. Symmetrisches Wegesystem, an den äußeren Gutsgrenzen teilweise als Alleen ausgebildet und von der Graft befriedet, Bosketts mit Taxushecken aus dem 18. Jahrhundert. Am östlichen Ende der Hauptachse befand sich bis 1793 ein Gartenhaus. | 36401007 | Weitere Bilder |
| Am Michaelisplatz 53° 3′ 10″ N, 7° 20′ 19″ O              | Kapelle                           | | 36400617 | Weitere Bilder |
| Am Michaelisplatz 53° 3′ 10″ N, 7° 20′ 19″ O              | Kriegerdenkmal                    | | 36400648 | BW             |
| Emdener Straße 2 53° 3′ 10″ N, 7° 20′ 16″ O               | Wohnhaus                          | | 36403205 | BW             |
| Emdener Straße 2 53° 3′ 10″ N, 7° 20′ 16″ O               | Anbau                             | | 36399784 | BW             |
| Emdener Straße 15 53° 3′ 19″ N, 7° 20′ 31″ O              | Kreishaus                         | | 36400749 | BW             |
| Große Straße 32 53° 3′ 10″ N, 7° 20′ 0″ O                 | Finanzamt                         | | 36403232 | BW             |
| Große Straße 48 53° 3′ 9″ N, 7° 19′ 55″ O                 | Wohnhaus                          | | 36403380 | BW             |
| Große Straße 48 53° 3′ 9″ N, 7° 19′ 55″ O                 | Gaststätte                        | | 36400283 | BW             |
| Große Straße 59 53° 3′ 7″ N, 7° 19′ 55″ O                 | St. Amandus                       | | 36400775 | Weitere Bilder |
| Hüntestraße 22 53° 2′ 46″ N, 7° 19′ 38″ O                 | Ehem. Sensengroßhandlung          | | 36400865 | BW             |
| Hünte Straße / Zum weißen Bild 53° 2′ 39″ N, 7° 19′ 35″ O | St. Christopherus (Standbild)     | | 36400892 | BW             |
| Lindenstraße 12 53° 3′ 4″ N, 7° 20′ 17″ O                 | Villa                             | | 36401041 |                |
| Lindenstraße 12 53° 3′ 3″ N, 7° 20′ 18″ O                 | Garten                            | | 36400033 | BW             |
| Marienstraße 4 53° 3′ 5″ N, 7° 19′ 50″ O                  | Wohn-/ Wirtschaftsgebäude         | | 36403353 | BW             |
| Meppener Straße 53° 1′ 57″ N, 7° 19′ 29″ O                | Wegekreuz                         | | 36401202 | BW             |
| Meppener Straße 33 53° 1′ 48″ N, 7° 19′ 29″ O             | Schnapsbrennerei Niehues          | | 36403786 | BW             |
| Meppener Straße 33 53° 1′ 48″ N, 7° 19′ 30″ O             | Schnapsbrennerei Niehues (Kamin)  | | 36400196 | BW             |
| Mühlenstraße 23 53° 3′ 3″ N, 7° 20′ 8″ O                  | ehem. Eisenbahnerwohnhaus         | | 36403620 | BW             |
| Mühlenstraße 23 53° 3′ 3″ N, 7° 20′ 7″ O                  | Anbau                             | | 36400568 | BW             |
| Waldseestraße 20 53° 3′ 15″ N, 7° 19′ 50″ O               | Heimathaus                        | | 36401120 | BW             |
| Windhorststraße 53° 3′ 25″ N, 7° 20′ 28″ O                | Bahnwärterhaus                    | | 36403817 | BW             |
| Zur Schleuse 53° 2′ 11″ N, 7° 19′ 23″ O                   | Burg Nienhaus                     | Burg Nienhaus ist eine abgegangene spätmittelalterliche Landesburg des Bistums Münster. 1340 am Ort des Vorgängerbaus als Sitz des Drosten des Bistums Münster für das Emsland errichtet und 1647 von den Schweden zerstört und nicht wieder aufgebaut. | 28962308 |                |
| Zur Schleuse 53° 2′ 12″ N, 7° 19′ 28″ O                   | Haus Nienhaus/Forsthaus Arensberg | | 36400695 |                |
| Zur Schleuse 53° 2′ 8″ N, 7° 19′ 28″ O                    | Gedenkstätte                      | | 36400725 |                |

## Papenburg
| Lage                                                  | Bezeichnung                              | Beschreibung | ID       | Bild           |
| ----------------------------------------------------- | ---------------------------------------- | --- | -------- | -------------- |
| Bahnhofstraße 53° 5′ 40″ N, 7° 22′ 29″ O              | Bahnhof Papenburg (Eisenbahnbrücke)      | | 36402888 | BW             |
| Bahnhofstraße 53° 5′ 21″ N, 7° 23′ 10″ O              | Bahnhof Papenburg (Stellwerk)            | | 36399862 | BW             |
| Bahnhofstraße 4 53° 5′ 19″ N, 7° 23′ 18″ O            | Villa                                    | | 36401279 | BW             |
| Bahnhofstraße 4 53° 5′ 19″ N, 7° 23′ 18″ O            | Vorgarten                                | | 36399838 | BW             |
| Bahnhofstraße 8 53° 5′ 19″ N, 7° 23′ 17″ O            | Wohn-/ Bürogebäude                       | | 36401307 | BW             |
| Bahnhofstraße 9 53° 5′ 20″ N, 7° 23′ 14″ O            | Villa "Meyer (Werft)"                    | | 36401333 | BW             |
| Bahnhofstraße 13 53° 5′ 21″ N, 7° 23′ 12″ O           | Eisenbahnerwohnhaus II                   | | 36402859 | Weitere Bilder |
| Bahnhofstraße 14 - 16 53° 5′ 20″ N, 7° 23′ 15″ O      | Hotel Rüther (früher Bahnhofshotel)      | | 36401361 |                |
| Bahnhofstraße 15 53° 5′ 23″ N, 7° 23′ 13″ O           | Bahnhof Papenburg (Empfangsgebäude)      | | 36402771 | Weitere Bilder |
| Bahnhofstraße 17 53° 5′ 23″ N, 7° 23′ 15″ O           | Eisenbahnerwohnhaus I                    | | 36402830 |                |
| Bahnhofstraße 20 53° 5′ 22″ N, 7° 23′ 16″ O           | Wohnhaus                                 | | 36401388 | BW             |
| Bahnhofstraße 21 53° 5′ 26″ N, 7° 23′ 18″ O           | Bahnhof Papenburg (Güterabfertigung)     | | 36402801 | Weitere Bilder |
| Bahnhofstraße 22 53° 5′ 23″ N, 7° 23′ 17″ O           | Wohnhaus                                 | | 36401435 | BW             |
| Bahnhofstraße 24 53° 5′ 23″ N, 7° 23′ 17″ O           | Wohnhaus                                 | | 36401465 | BW             |
| Bahnhofstraße 26 53° 5′ 23″ N, 7° 23′ 18″ O           | Wohnhaus                                 | | 36401492 | BW             |
| Behtlehemkanal rechts 51 53° 3′ 39″ N, 7° 26′ 14″ O   | Wohnhaus                                 | | 36401519 |                |
| Friederikenstraße 33 53° 4′ 38″ N, 7° 23′ 24″ O       | Wohnhaus                                 | | 36403490 | BW             |
| Forststraße 20 53° 4′ 47″ N, 7° 28′ 21″ O             | Wegekapelle                              | | 36401603 | BW             |
| Gasthauskanal 16 53° 4′ 32″ N, 7° 24′ 26″ O           | Städtische Navigationsschule Papenburg   | Städtische Navigationsschule, 1872 als Neubau für die 1841 gegründete Schule errichtet. Zweigeschossiger Massivbau in Backsteinrohbauweise, mit Satteldach, traufständig in straßenrandbegleitender Bebauung. Breit gelagerte, mauerwerkssichtige Fassade, horizontale Gliederung durch Stockwerks- und Abschlussgesimsbänder mit Backsteinornamentik am Dachgesims, EG mit Segmentbogenfenstern, Obergeschoss kassettenartig zurückgesetzten Fensterfeldern und Rundbogenfenstern. Mittelrisalit mit Haupteingang im EG. | 36401650 | BW             |
| Gutshofstraße 141 53° 3′ 35″ N, 7° 24′ 39″ O          | Wohnhaus                                 | | 36403298 | BW             |
| Hauptkanal links 2 53° 5′ 15″ N, 7° 23′ 20″ O         | Bürohaus                                 | | 36401679 |                |
| Hauptkanal links 3 53° 5′ 15″ N, 7° 23′ 19″ O         | Wohnhaus                                 | | 36402712 | BW             |
| Hauptkanal links 4 53° 5′ 14″ N, 7° 23′ 19″ O         | Wohnhaus                                 | | 36402741 | BW             |
| Hauptkanal links 14 53° 5′ 9″ N, 7° 23′ 22″ O         | Wohn-/ Wirtschaftsgebäude                | | 36403760 | BW             |
| Hauptkanal links 24 53° 5′ 5″ N, 7° 23′ 24″ O         | ehem. Postamt                            | | 36401708 | BW             |
| Hauptkanal links 27 53° 5′ 3″ N, 7° 23′ 26″ O         | Gefängnis                                | | 36400414 | BW             |
| Hauptkanal links 27 53° 5′ 2″ N, 7° 23′ 26″ O         | Amtsgericht                              | | 36401737 |                |
| Hauptkanal links 34 53° 4′ 59″ N, 7° 23′ 27″ O        | Wohnhaus                                 | | 36401939 | BW             |
| Hauptkanal links 36 53° 4′ 58″ N, 7° 23′ 29″ O        | Villa                                    | | 36403461 | BW             |
| Hauptkanal links 36 53° 4′ 58″ N, 7° 23′ 28″ O        | Einfriedung                              | | 36400363 | BW             |
| Hauptkanal links 56 53° 4′ 49″ N, 7° 23′ 33″ O        | Wohnhaus                                 | | 36403904 | BW             |
| Hauptkanal links 57 53° 4′ 48″ N, 7° 23′ 33″ O        | Wohnhaus                                 | | 36403326 | BW             |
| Hauptkanal links 59 53° 4′ 47″ N, 7° 23′ 34″ O        | Wohnhaus                                 | | 36401766 | BW             |
| Hauptkanal links 79 / 80 53° 4′ 41″ N, 7° 23′ 51″ O   | Altes Gymnasium                          | | 36401793 | BW             |
| Hauptkanal links 84 53° 4′ 40″ N, 7° 23′ 54″ O        | Wohnhaus                                 | | 36401821 | BW             |
| Hauptkanal links 96 53° 4′ 37″ N, 7° 24′ 7″ O         | Wohn-/ Wirtschaftsgebäude                | | 36403434 | BW             |
| Hauptkanal rechts 13 53° 5′ 8″ N, 7° 23′ 19″ O        | Alte Drostei (Wohn-/ Wirtschaftsgebäude) | Rest der ehem. Burg | 36401847 | Weitere Bilder |
| Hauptkanal rechts 13 53° 5′ 8″ N, 7° 23′ 18″ O        | Alte Drostei (Speicher)                  | Rest der ehem. Burg | 36401879 | BW             |
| Hauptkanal rechts 30 53° 4′ 59″ N, 7° 23′ 24″ O       | Villa                                    | | 36403408 | BW             |
| Hauptkanal rechts 32 53° 4′ 57″ N, 7° 23′ 26″ O       | Wohnhaus                                 | | 36401910 | BW             |
| Hauptkanal rechts 34 53° 4′ 55″ N, 7° 23′ 23″ O       | Windmühle (Meyers Mühle)                 | | 36401939 | BW             |
| Hauptkanal rechts 44 53° 4′ 51″ N, 7° 23′ 28″ O       | Nikolaikirche                            | | 36401966 |                |
| Hauptkanal rechts 68 / 69 53° 4′ 41″ N, 7° 23′ 39″ O  | Rathaus                                  | | 36401993 | Weitere Bilder |
| Hauptkanal rechts 68 / 69 53° 4′ 42″ N, 7° 23′ 39″ O  | Rathaus (Vorgarten)                      | | 36400008 | BW             |
| Hauptkanal rechts 71 / 72 53° 4′ 40″ N, 7° 23′ 45″ O  | Villa Dieckhaus                          | | 36402021 | BW             |
| Hauptkanal rechts 71 / 72 53° 4′ 39″ N, 7° 23′ 43″ O  | Villa Dieckhaus (Nebengebäude)           | | 36400083 | BW             |
| Hauptkanal rechts 73 53° 4′ 40″ N, 7° 23′ 46″ O       | Haus Veen                                | | 36402597 | BW             |
| Hoffskanal 1 - 5 53° 5′ 18″ N, 7° 23′ 21″ O           | Kolbenschmidt Fabrik und Gießerei        | | 36401546 |                |
| Hoffskanal 7 53° 5′ 17″ N, 7° 23′ 25″ O               | Villa                                    | | 36402683 | BW             |
| Hoffskanal 7 53° 5′ 17″ N, 7° 23′ 24″ O               | Stall                                    | | 36399891 | BW             |
| Hoffskanal 9 53° 5′ 18″ N, 7° 23′ 27″ O               | Park                                     | | 36400388 | BW             |
| Hoffskanal 11 53° 5′ 16″ N, 7° 23′ 28″ O              | Villa                                    | | 36402053 | BW             |
| Kirchstraße 53° 4′ 45″ N, 7° 23′ 43″ O                | St. Antonius                             | | 36402084 |                |
| Kirchstraße 53° 4′ 44″ N, 7° 23′ 41″ O                | St. Antonius (Vorplatz)                  | | 36399807 | BW             |
| Kirchstraße 53° 4′ 48″ N, 7° 23′ 43″ O                | Villa Altmeppen                          | | 43176365 | BW             |
| Mittelkanal links 31 53° 4′ 53″ N, 7° 25′ 21″ O       | Haus Reiners                             | | 36402138 | BW             |
| Mittelkanal rechts 12 53° 4′ 54″ N, 7° 24′ 56″ O      | Kruzifix                                 | | 36402113 | BW             |
| Mittelkanal rechts 12 53° 4′ 54″ N, 7° 24′ 56″ O      | Baum                                     | | 36400518 | BW             |
| Nordesch/Nenndorfer Straße 53° 5′ 24″ N, 7° 19′ 46″ O | Kriegerdenkmal                           | | 36400113 | BW             |
| Nordesch/Nenndorfer Straße 53° 5′ 24″ N, 7° 19′ 46″ O | Glockenturm                              | | 36401253 |                |
| Nordesch 1 53° 5′ 36″ N, 7° 19′ 21″ O                 | Tunxdorfer Mühle                         | | 36401225 |                |
| Ölmühlenweg 1 53° 5′ 15″ N, 7° 23′ 15″ O              | Alte Meyer-Werft (Maschinenhalle)        | | 36402973 | BW             |
| Ölmühlenweg 7 53° 5′ 13″ N, 7° 23′ 13″ O              | Alte Meyer-Werft (Kupferschmiede)        | | 36402917 |                |
| Ölmühlenweg 11 53° 5′ 15″ N, 7° 23′ 13″ O             | Alte Meyer-Werft (Schlosserei)           | | 36403113 |                |
| Ölmühlenweg 13 53° 5′ 13″ N, 7° 23′ 11″ O             | Alte Meyer-Werft (Schmiede)              | | 36402945 |                |
| Ölmühlenweg 21 53° 5′ 10″ N, 7° 23′ 8″ O              | Ölmühle (heute Museum)                   | | 36403649 | BW             |
| Sielkanal 53° 5′ 40″ N, 7° 22′ 29″ O                  | Franziusschleuse (Emsschleuse)           | | 36402165 | BW             |
| Splitting links 42 / 43 53° 4′ 8″ N, 7° 26′ 45″ O     | Von-Velen-Anlage (Schleuse)              | | 36399939 | Weitere Bilder |
| Splitting links 42 / 43 53° 4′ 9″ N, 7° 26′ 46″ O     | Von-Velen-Anlage (Park)                  | | 36402191 | Weitere Bilder |
| Splitting rechts 56 53° 4′ 8″ N, 7° 26′ 42″ O         | Kapitänshaus („Papenbörger Hus“)         | | 36402219 | BW             |
| Splitting rechts 56 53° 4′ 8″ N, 7° 26′ 41″ O         | Kapitänshaus („Papenbörger Hus“)         | Nebengebäude | 36400056 | BW             |
| Splitting rechts 254 53° 1′ 41″ N, 7° 28′ 35″ O       | Kirche                                   | | 36402249 | BW             |
| Tunxdorfer Straße 53° 5′ 31″ N, 7° 19′ 13″ O          | Tunxdorfer Deich                         | | 36402476 | BW             |
| Tunxdorfer Straße 53° 5′ 6″ N, 7° 18′ 51″ O           | Tunxdorfer Deich                         | Deichschart | 36401225 | BW             |
| Tunxdorfer Straße 67 53° 5′ 27″ N, 7° 18′ 53″ O       | Wohn-/ Wirtschaftsgebäude                | | 36402505 | BW             |
| Umländerwiek rechts 1 53° 4′ 26″ N, 7° 26′ 33″ O      | St. Michael (Kirche)                     | | 36402274 |                |
| Umländerwiek rechts 1 53° 4′ 28″ N, 7° 26′ 30″ O      | St. Michael (Kirchturm)                  | | 36402333 |                |
| Umländerwiek rechts 1 53° 4′ 27″ N, 7° 26′ 31″ O      | St. Michael (Kirchhof)                   | | 36400138 | BW             |
| Umländerwiek rechts 1 53° 4′ 27″ N, 7° 26′ 31″ O      | St. Michael (Kruzifix)                   | | 36402307 | BW             |
| Wiek links 23 53° 4′ 48″ N, 7° 24′ 32″ O              | Windmühle                                | | 36402394 | BW             |
| Wiek rechts 7 / 8 53° 4′ 38″ N, 7° 24′ 24″ O          | Wohnhaus                                 | | 36402425 | BW             |
| Wiek rechts 21 53° 4′ 46″ N, 7° 24′ 34″ O             | Wohn-/ Wirtschaftsgebäude                | | 36402626 | BW             |
| Wiek rechts 22 53° 4′ 47″ N, 7° 24′ 35″ O             | Kapitänshaus („Haus Röttgers“)           | | 36402654 | BW             |